# Krechowce
Krechowce (ukr. Крихівці) – wieś na Ukrainie w obwodzie iwano-frankowskim podporządkowana samorządowi Iwano-Frankowska (dawnego Stanisławowa). Zamieszkuje ją 4125 osób. Przez wieś przebiega ukraińska droga krajowa N09. 
Słownik Geograficzny Królestwa Polskiego podaje: ...wieś powiat stanisławowski, o 3,8 kil. od Stanisławowa, ma szkołę filialną, cerkiew gr.-katolicką, 1057 mk. w gminie, 81 na obszarze dworskim.
Krechowce był polem bitwy stoczonej 24 lipca 1917 przez 1 pułk ułanów pod dowództwem Bolesława Mościckiego z Niemcami.
W II Rzeczypospolitej wieś w powiecie stanisławowskim województwa stanisławowskiego. 1 stycznia 1925 część Krechowiec (360,1 ha) włączono do Stanisławowa
W nocy z 14 na 15 marca 1944 nacjonaliści ukraińscy z OUN-UPA zamordowali tutaj 70 Polaków. Wcześniej zabili też 2 polskich kolejarzy.